# Thalassophonea
Thalassophonea là một nhánh Pliosauridea đã tuyệt chủng tồn tại từ Jura giữa tới đầu Creta muộn (tầng Callove - tầng Turon) tại Australia, châu Âu, Bắc Mĩ và Nam Mĩ. Thalassophonea được đề xuất bởi Roger Benson và Patrick Druckenmiller vào năm 2013. Tên "Thalassophonea" bắt nguồn từ tiếng Hy Lạp thalassa (θάλασσα) nghĩa là "biển", và phoneus (φονεύς) là "kẻ sát nhân". Nhóm này bao gồm "tất cả các nhóm phân loại có họ hàng gần với Pliosaurus brachydeirus hơn là với Marmornectes candrewi".
Dưới đây là cây phát sinh dựa theo phân tích của Benson & Druckenmiller (2014).